# Независимые греки
«Независимые греки» (греч. Ανεξάρτητοι Έλληνες) — правоцентристская (по другим оценкам, националистическая) политическая партия в Греции, выступающая против политики жёсткой экономии. Младший партнёр «Коалиции радикальных левых» («СИРИЗА») в кабинете Алексиса Ципраса, в котором её лидер Панос Камменос получил пост министра обороны.

## История
О создании новой партии заявил 24 февраля 2012 года Панос Камменос, депутат парламента от партии Новая демократия, исключённый из неё за отказ поддержать правительство Лукаса Пападимоса. В новую партию вошли десять экс-депутатов из Новой демократии и один бывший депутат Всегреческого социалистического движения (ПАСОК).
На досрочных парламентских выборах в мае 2012 года партия заняла четвёртое место, набрав 10,6 % голосов и получив 33 депутатских места (включая два мандата для их союзников — Всегреческой гражданской хартии).
На новых выборах в июне 2012 года партия набрала 7,43 % голосов и получила 20 депутатских мест.
Партия выступает за создание чрезвычайной комиссии для поиска путей выхода из экономического кризиса и для наказания виновных в его появлении. Основатель и лидер партии Панос Камменос также назвал попытки давления ЕС и МВФ на Грецию шантажом и заявил о возможности утраты Грецией суверенитета. Кроме того, партия выступает за выплату Германией репараций за Вторую мировую войну.
Высший орган партии — Конгресс (Συνέδριο), между конгрессами — Национальный совет (Εθνικό Συμβούλιο), между заседаниями Национального совета — Исполнительный комитет (Εκτελεστική Επιτροπή), исполнительный орган — Политический секретариат (Γραμματείες Πολιτικής), высший контрольный орган — Комитет по этике (Επιτροπή Δεοντολογίας).